# Calyptranthes brevispicata
Calyptranthes brevispicata är en myrtenväxtart som beskrevs av Mcvaugh. Calyptranthes brevispicata ingår i släktet Calyptranthes och familjen myrtenväxter. IUCN kategoriserar arten globalt som sårbar. Inga underarter finns listade i Catalogue of Life.